# Hinterrhein
Hinterrhein (em romanche: Valragn) foi uma comuna da Suíça, capital do distrito de Hinterrhein (em português: Reno Posterior), no Cantão Grisões, com cerca de 96 habitantes. Estendia-se por uma área de 48,38 km², de densidade populacional de 2 hab/km². Confinava com as seguintes comunas: Aquila (TI), Malvaglia (TI), Mesocco, Nufenen, Vals.
A língua oficial nesta comuna era o Alemão, sendo o Italiano a segunda língua falada pelos 14,30% dos habitantes

## História
Em 1 de janeiro de 2019, passou a formar parte da nova comuna de Rheinwald.